# Малезійська область
Малезія — це фітогеографічний регіон, який є частиною Палеотропіків. Природна рослинність — переважно тропічні ліси.

## Флора
Флора характеризується великою кількістю родів та родин. Зокрема, орхідні включають близько 4000 видів, найбільші роди Bulbophyllum і Dendrobium. Найбагатші видами роди тут Eugenia, Ficus і Elaeocarpus, кожен налічує більш ніж 400 видів. Малезія містить елементи флори Азії, але і з деякими елементами антарктичної флори, наприклад, хвойні родин подокарпові та араукарієві.